# Гепатит А
Гепати́т А (іноді Вірусний гепатит A, застарілі назви: хвороба Боткіна, яка використовувалась виключно в СРСР, інфекційний гепатит, епідемічний гепатит) — гостра інфекційна хвороба з ураженням печінки, яка передається фекально-оральним механізмом передачі інфекції. Хвороба є одним з п'яти відомих вірусних гепатитів, куди ще відносять гепатит B, C, D та E.
Хвороба поширена в усіх країнах світу, але через наявність високоефективної вакцини у багатьох країнах розвиненої медицини захворюваність зведена практично нанівець. Переважно у країнах третього світу хворіють діти та молоді люди.
У багатьох випадках захворювання перебігає майже або зовсім безсимптомно, особливо у дітей та молодих людей. Інкубаційний період становить від двох до шести тижнів. Якщо симптоми з'являються, вони, як правило, зберігаються протягом 1-4 тижнів у неускладнених випадках. Спостерігають нетривалу гарячку у перші 3 дні хвороби, слабкість, зниження апетиту, жовтяницю, в тяжких випадках — може бути блювання, біль у животі. Гостра печінкова недостатність виникає казуїстично серед людей з фоновими тяжкими хворобами.

## Актуальність
Актуальність гепатиту A визначається повсюдним поширенням вірусу, відсутністю чіткої тенденції до зниження захворюваності, у багатьох країнах нерозвиненої економіки засобів експрес-діагностики і специфічної профілактики, значними соціально-економічними збитками. Ця хвороба є складною і актуальною проблемою світової системи охорони здоров'я, оскільки це одне з найпоширеніших інфекційних захворювань людства. ВООЗ вважає, що в світі щорічно відбувається 1,4-1,5 млн випадків з явною жовтяницею, саме які й реєструють системи охорони здоров'я країн. Епідемії гепатиту А можуть носити експлозивний характер, при цьому іноді здатні заразитися сотні тисяч людей. Є думка, що хвороба спричинює до 10 тисяч смертей щорічно переважно в південних країнах з великими санітарними проблемами.
За даними ВООЗ загальний показник захворюваності гепатитом А в Україні на 100 тисяч населення перевищує показник захворюваності в західних європейських країнах в 10-25 разів. При економічній ситуації, яка склалася в Україні, прогнозується подальше зростання захворюваності. Динаміка її в нашій країні відображає особливості некерованої інфекції з періодичними підйомами і спадами. Високий рівень захворюваності в Україні пов'язаний з незадовільним санітарним станом населених пунктів, каналізаційних очисних споруд, порушенням санітарних вимог на підприємствах торгівлі, громадського харчування і в навчальних закладах, а також з інтенсифікацією забруднення навколишнього середовища та екологічною незахищеністю ґрунтових вод, якими користується основна маса сільського населення, відсутністю повноцінної вакцинації. Різке погіршення епідеміологічної ситуації відбулося в багатьох регіонах з початком повномасштабного вторгнення Росії в Україну у 2022 році.

## Етіологія

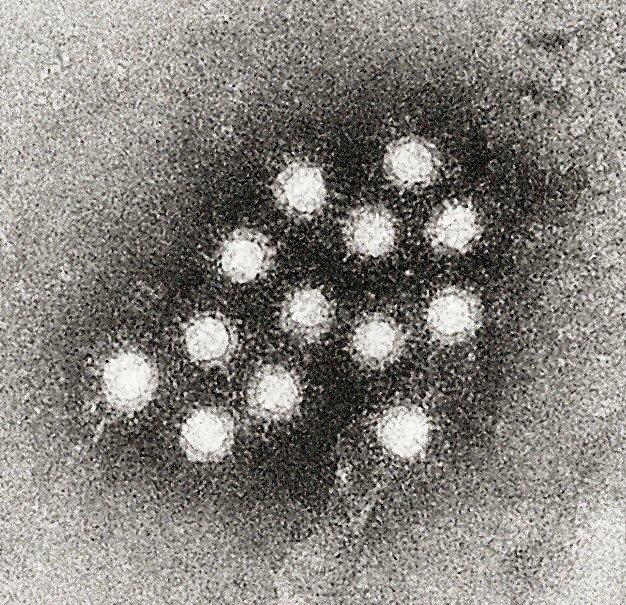
Вірус гепатиту A при електронній мікроскопії

Збудник хвороби гепатовірус A (англ. Hepatovirus A (HAV)) належить до позитивно спрямованих одноланцюгових РНК-вірусів роду Hepatovirus родини Пікорнавірусів. Хоча є багато властивостей вірусу, які відрізняють його від інших пікорнавірусів, він має ряд спільних рис з іншими членами родини Picornaviridae, як то з роду Aphthovirus (вірус ящуру) і Cardiovirus (вірус енцефаломіокардиту). Його геномна організація також подібна до всіх інших пікорнавірусів, включаючи представників роду Enterovirus (наприклад, поліовірус) і Rhinovirus. Проте вірус гепатиту А класифікують як типовий вид окремого роду Hepatovirus. Взагалі класифіковано 13 видів роду Hepatovirus, які уражають ще й кажанів, гризунів, їжаків і землерийок.
Описано один серотип і шість різних генотипів цього вірусу (три людських і три мавпячих). Генотипами людини є I—III. Описано шість їхніх підтипів (IA, IB, IIA, IIB, IIIA, IIIB). Генотипами мавп є IV—VI. Більшість людських ізолятів мають генотип I. Серед ізолятів генотипу I більшість становить підтип IA.
У людей реплікація вірусу залежить від поглинання гепатоцитами та синтезу там, а збірка відбувається виключно в цих клітинах печінки.
Вірус стійкий у довкіллі: за кімнатної температури може зберігтися впродовж кількох тижнів, за температури 40°С — кілька місяців. За температури 100°С гине тільки через 5 хвилин. Швидко інактивується під дією УФО, звичайних дезінфікційних засобів. Виявляється в сироватці крові, жовчі, калі заражених наприкінці інкубаційного, продромальному і початковій фазі розпалу, вкрай рідко в пізніші терміни. Вірус може культивуватися in vitro в різних лініях епітеліальних клітин. До вірусу, окрім людини, чутливі деякі види мавп як-от шимпанзе, мармозети тощо.

## Епідеміологічні особливості
Джерелом збудника є хворий. Виділення вірусу йде з фекальними масами. В 1 грамі фекалій містититься до 108 вірусних частинок. Ще за 2 тижні до перших проявів хвороби збудник починає виділятися з фекаліями у довкілля, пацієнт стає заразним наприкінці інкубаційного періоду (як правило ще до встановлення діагнозу), в дожовтяничному періоді та на початку періоду розпалу хвороби — у перші кілька днів після появи жовтяниці. Впродовж такого ж періоду часу спостерігається виділення збудника і при безжовтяничному клінічному перебігу захворювання.
Збудник потрапляє в організм людини завдяки фекально-оральному механізму передачі інфекції шляхом споживання їжі або води, забрудненої інфікованими випорожненнями, в побуті.Додатковими механічними переносниками є мухи, таргани. Вкрай рідко можливий гемоконтактний механізм передачі при випадковій трансфузії крові від донора, який знаходиться в інкубаційному періоді гепатиту А.
Природна сприйнятливість людини висока, практично стовідсоткова. Захворювання зустрічається у вигляді спорадичних випадків або виникають епідемії. У країнах, які розвиваються близько 90 % дітей інфікуються до настання десяти років, тому мають імунітет до хвороби у дорослому віці. В Україні підвищення захворюваності спостерігається в літньо-осінній період, зокрема й через активність у цю пору року мух, які здатні передати збудника на кінцях своїх лапок.механічно иний фактор передачі. Часто виявити джерело інфекції у спорадичних випадках не вдається. Поширенню хвороби сприяють перенаселеність, недотримання правил гігієни та антисанітарні умови. Дуже високим є передавання всередині сім'ї. До груп високого ризику зараження відносять осіб, які працюють з дітьми, медичний персонал.
Для різних географічних регіонів характерні високий, середній і низький рівень поширеності гепатиту A. Високий є в країнах з дуже поганими санітарно-гігієнічними умовами, де ризик захворюваності впродовж усього життя перевищує 90 %. Більшість випадків інфікування буває в дитинстві, й інфіковані діти не відчувають помітних клінічних проявів. Епідемії відбуваються зрідка, так як інші діти і дорослі, значною мірою, мають імунітет. Показники захворюваності в цих регіонах низькі. Середній спостерігається у країнах, які розвиваються, з перехідною економікою та регіонах з мінливими санітарно-гігієнічними умовами, де діти переважно не інфекуються в ранньому дитинстві. Але ці ліпші економічні та санітарно-гігієнічні умови можуть призвести до вищіх показників захворюваності, тому що випадки інфікування відбуваються в старших вікових групах, де й спостерігаються жовтяничні форми гепатиту A, можуть виникати серйозні спалахи захворювання. Низький є у розвинених країнах з добрими санітарно-гігієнічними умовами, показники гепатиту A низькі. Випадки захворювання можуть спостерігатися серед підлітків та дорослих людей з груп високого ризику — споживачів ін'єкційних наркотиків, гомосексуалістів (анально-оральний шлях передачі), при гетеросексуальних орально-анальних контактах, в осіб, які мандрують в регіони високого ризику, а також в ізольованих популяціях, таких як, зокрема, деякі релігійні громади.
Після перенесеного захворювання, у пацієнта формується стійкий довічний імунітет, який захищає від повторного інфікування на все життя. Безсимптомні форми хвороби формують менш напружений імунітет. Хронічні форми гепатиту А і вірусоносійство не зустрічаються. Широке поширення гепатиту А призводить до формування значного прошарку імунного населення, що визначає періодичність підйомів захворюваності з інтервалами 5-20 років.

## Патогенез
Вхідними воротами для вірусу служать слизові оболонки ротоглотки і тонкої кишки. Після зараження вірус гепатиту A з кишки проникає в кров і далі в печінку, де після фіксації на рецепторах гепатоцитів проникає всередину цих клітин. Під час первинної реплікації значних змін гепатоцитів не відбувається. Нові покоління вірусів виділяються в жовчні канальці, згодом — в кишку і виходять з фекаліями назовні. Частина вірусів проникає в кров, зумовлюючи появу інтоксикаційних проявів переджовтяничного періоду.
Проникнення вірусу згодом до гепатоцитів і його реплікація спричинює порушення функції мембран клітин і внутрішньоклітинного метаболізму, розвиток цитолізу і дистрофії цих клітин. З пошкоджених гепатоцитів вірус з жовчю потрапляє в кишку і виділяється з фекаліями з організму. Найімовірніше, що пошкодження гепатоцитів зумовлюють клітинні цитотоксичні імунні реакції та пряма цитопатична дія вірусу на ці клітини. У пацієнтів виявлено значне пошкодження периферії часток печінкової паренхіми з інтенсивною клітинною лімфомоноцітарною інфільтрацією, виразними ознаками холестазу, проліферацію та активізацію зірчастих клітин Купфера. Внаслідок патологічних звін морфології печінкової тканини формуються клініко-біохімічні синдроми: цитолітичний, мезенхімально-запальний і холестатичний.
Хвороба має самолімітуючий характер, йде з минущими структурно-функціональними змінами печінки, проте для повного відновлення гепатоцитів необхідно кілька тижнів, а для поновлення повної цитоархітектоніки печінки — кілька місяців.
Вже в інкубаційному періоді виявляються специфічні IgМ, тривалість його залежить від індивідуальних особливостей імунної відповіді та інфікувальної дози. У разі швидкого збільшення титрів IgМ жовтяниця не формується. Внаслідок комплексу імунних реакцій: посилення продукціі інтерферона, активації природних та антитілозалежних кілерів, продукції антитіл у більшості випадків досить швидко блокується реплікація збудника і припиняється його поширення на неуражені гепатоцити, відбувається антитілозалежний лізис інфікованих печінкових клітин натуральними кілерами, що призводить до знищення збудника і протягом 2-3 тижнів відбувається одужання.
Вірусоносійство чи хронічні форми при гепатиті А не формуються. Прогресуючі та блискавичні форми ураження печінки в осіб, інфікованих вірусом гепатиту А, пов'язують з додатковою вірусною інфекцією (гепатит В чи С тощо) і наявністю таких чинників як токсичні речовини, зрушення імунної системи тощо.

## Клінічні прояви
Згідно з МКХ-10 в розділі I «Деякі інфекційні та паразитарні хвороби» в блоці «Вірусні гепатити» вирізняють «Гострий гепатит А» (В15), всередині якого виділяють «гепатит А з комою» (В15.0) та «гепатит А без коми» (В15.9). У МКХ-11 розділі I «Деякі інфекційні та паразитарні хвороби» в блоці «Вірусні гепатити» вирізняють «гострий гепатит А» (1E50.0). Також є «вірус гепатиту А» (XN40D).
Клінічні прояви характеризуються циклічністю перебігу, інтоксикаційним синдромом, клініко-лабораторними ознаками порушення функції печінки й, не завжди, жовтяницею. Розрізняють інапарантний і маніфестний клінічний перебіг гепатиту А.
У більшості випадків хвороба перебігає безсимптомно, виявлення такого перебігу за допомогою фізикального обстеження неможливо без епідеміологічних факторів й ґрунтується виключно на результатах лабораторного обстеження. Для маніфестних випадків гепатиту А притаманна циклічність з послідовністю кількох періодів: інкубаційного, дожовтяничного, жовтяничного (розпалу) і реконвалесцентного. Інкубаційний період як правило триває 30 днів, коливання можливі в інтервалі від 15 до 50 днів. Чим коротший цей період, тим більшою була доза вірусу, яка інфікувала.

### Дожовтяничний (переджовтяничний) період
Триває від 1-2 днів до 2-3 тижнів від перших проявів захворювання до появи жовтяниці. Починається гостро, з ознаками «грипоподібного» (псевдогрипозного), диспепсичного, астеновегетативного клінічних синдромів. При «грипоподібному» синдромі відбувається швидке підвищення температури тіла до високих цифр, з'являється головний біль, ломота в тілі, розбитість. Гарячка триває 1-5 днів, всі інші клінічні прояви цього синдрому закінчуються одночасно з нею. При диспепсичному синдромі знижується апетит, можлива нудота, рідше блювання, тяжкість, дискомфорт, навіть біль в епігастрії та правому підребер'ї. У курців пропадає тяга до тютюну. Астеновегетативному синдрому притаманні загальна слабкість, втрата працездатності, дратівливість чи байдужість, стійке безсоння або ж, навпаки, сонливість. Часто відбувається одночасна наявність цих синдромів у дожовтяничному періоді з переважанням в клінічньому перебігу того чи іншого. Дожовтяничний період гепатиту А триває 2-10 днів і переходить в жовтяничний.

### Жовтяничний період
Початок жовтяничного періоду наступає з часу зміни забарвлення та зовнішнього вигляду сечі. Вона спочатку набуває «цегляного» відтінку, згодом швидко стає темно-коричневою, піниться «наче пиво», одночасно нерідко знебарвлюється кал (ахолія). Хворі на гепатит А відтоді нерідко відчувають полегшення стану, тому що в них проходять грипоподібні явища, які турбували їх раніше. Тоді вже визначається збільшеною печінка, яка має еластичну консистенцію, у частини пацієнтів вона чутлива при пальпації. В окремих хворих відбувається й збільшення селезінки. Цей період триває від 1 тижня до 1,5-2 місяців, в середньому 2-3 тижні. У цьому періоді виділяють фази наростання, максимального розвитку та згасання. Разом зі зміною сечі швидко з'являється іктеричність на вуздечці язика, м'якому піднебінні, склерах, згодом на шкірі. Інтенсивність жовтяниці прогресує, зазвичай за 3-4 дні досягає максимуму. Жовтяниця відповідає тяжкості хвороби, однак необхідно оцінювати й інші прояви, які характеризують вираженість інтоксикації. З боку серцево-судинної системи характерні брадикардія і певна артеріальна гіпотензія.
Згасання жовтяниці йде рештою повільніше, ніж наростання, першим зникає жовтяниця шкіри, темнішаєє кал, згодом світліють склери, зникає темна сеча — розвивається «холемічна криза». Поступово йдуть нанівець інші ознаки гепатиту A, розміри печінки скорочуються до норми, проходять прояви інтоксикації. Загалом період реконвалесценції триваліший, ніж жовтяничний період, здатен затягуватися до 3-6 місяців.
Зазвичай гепатит A перебігає легко або у середньотяжкому ступеню тяжкості, але іноді відбувається й тяжко, із загостренням. Фульмінантний клінічний перебіг з розвитком гострої печінкової енцефалопатії з виходом у кому буває на тлі токсичного ураження печінки як от дуже часто при прийомі великої дозі парацетамолу, ацетамінофену, на тлі хронічного гепатиту чи С тощо. У невеликої кількості літніх пацієнтів гепатит А здатний сформувати триваліший перебіг із появою свербіння. Такий варіант клінічного перебігу гепатиту А характеризується незначними клінічними проявами або взагалі відсутністю інтоксикації, невеликими показниками білірубінемії та активності амінотрансфераз, стійким збільшенням розмірів печінки. Найчастіше це відбувається при розвитку холестазу. Незважаючи на значну тривалість гепатит А при цьому минає сприятливо. Зрідка є залишкові явища у вигляді гепатомегалії, астеновегетативного постгепатитного синдрому.

## Ускладнення
Прогноз при гепатиті А сприятливий, зазвичай хворий повністю одужує. Ускладнення бувають досить рідко. Можливе, загострення запалення у жовчних шляхах (холецистити, холангіти, дискінезії), розвиток реактивного панкреатиту або загострення хронічного панкреатиту, активація інших хронічних хвороб травної системи. які існували раніше. Зрідка бувають загострення або рецидив гепатиту А. Вкрай рідко можливий фульмінантний перебіг з розвитком гострої печінкової енцефалопатії та печінкової коми. Васкуліти, артрити, кропив'янка, поліміозит, ревматична поліміалгія, тромбоцитопенія, апластична анемія, парези черепних і периферичних нервів, синдром Гієна — Барре, нефротичний синдром з відкладенням імунних комплексів і розвитком мезангіально-проліферативного гломерулонефриту є казуїстичними. У хворих з певною генетичною схильністю внаслідок гепатиту А може розвинутися хронічний автоімунний гепатит I типу, при цьому вірус гепатиту А є пусковим фактором. Гепатит А може призвести до проявлення спадкового синдрому Жильбера з підвищенням рівня непрямої фракції білірубіну.

## Діагностика
Діагноз встановлюється з урахуванням клінічних проявів (циклічний розвиток хвороби з виникненням характерних синдромів дожовтяничного періоду, особливо псевдогрипозного, послідовності їхнього виникнення та згасання), епідеміологічних чинників (розвиток гепатиту А після контакту з підтвердженим хворим на цю хворобу або перебування в неблагополучному регіоні в період, відповідний інкубації гепатиту А тощо) і особливо результатів певних лабораторних тестів.
При неускладненому перебігу гепатиту А в клінічному аналізі крові можуть з'явитися лейкопенія, нейтропенія, лімфоцитоз. Постійним лабораторним показником, який відображає наявність цитолітичного индрому, є підвищення активності АлАТ та АсАТ. Значне підвищення їхньої активності є вже у дожовтяничному періоді, що зберігається чи ще збільшується в розпал гепатиту A. Нормалізація активності цих амінотрансфераз йде вже по згасанню проявів хвороби і є одним з критеріїв одужання. Але підвищення активності амінотрансфераз не корелює з тяжкістю перебігу гепатиту. Тестами порушення пігментного обміну є поява уробіліну та жовчних пігментів у сечі, щезнення стеркобіліну у випорожненнях. При жовтяничній формі збільшується вміст загального білірубіну в крові загалом за переважання прямої його фракції. Білірубін зазвичай підвищується лише за кілька днів по підвищенню активності амінотрансфераз. Тривалість гіпербілірубінемії і рівень його підвищення в крові служать, певною мірою, показником тяжкості клінічного перебігу захворювання поряд із клінічними проявами. Активність ферментів екскреції (як от ЛФ, ГГТП) підвищується незначно.
У специфічній діагностиці застосоовують виділення вірусу, полімеразну ланцюгову реакцію (ПЛР) для виявлення вірусної РНК, серологічні реакції. Знайти вірус у фекаліях можна тільки впродовж нетривалого часу. Після появи жовтяниці вірус вдається знайти в поодиноких випадках. Упродовж 1-го тижня захворювання ПЛР може бути позитивною якщо досліджувати кров. В ІФА виявляються антитіла класу IgM проти вірусу гепатиту А (антиHAVIgM) в сироватці крові, які з'являються після щезнення вірусу з фекалій, а їхній титр сягає максимуму впродовж кількох місяців і зберігаються лише 2-6 місяців, і, в поодиноких випадках, їхній низький титр — упродовж 1 року від початку гепатиту A. Антитіла класу IgG виявляється впродовж багатьох років, забезпечують імунітет проти повторного інфікування вірусом гепатиту А. Виявлення їх має й анамнестичне значення. Для діагностики важливо виявити саме антиHAVIgM, наявність яких свідчить про поточну хворобу. Для швидкого орієнтовного результату на наявність цих антитіл використовуються й експрес-тести на основі імунохроматографії (ІХГ).

## Лікування
Через те, що гепатит А є хворобою, яка сама минає, то призначення етіотропної терапії не є доцільним. Призначається постільний режим на період розпалу захворювання і дієту в межах столу № 5 за Певзнером. Об'єм рідини, який потрібен, має бути 2-3 л на добу. Для боротьби з інтоксикацією залежно від її проявів використовують рясне пиття чи певні інфузійні розчини: 5-10 % розчини глюкози, глюкозо-сольові суміші, розчини солей з іншими вуглеводами (сорбітолом, ксилітолом тощо), з гідроксиетилкрохмалем. При тяжкому перебігу вживають ентеросорбенти, лактулозу. За наявності [[Холестатичний синдром|холестатичного компоненту]] використовують спазмолітики й урсодезоксихолеву кислоту. Всі ліки, які потрібні для лікування фонових хвороб, в розпал хвороби призначаються тільки за суворою необхідністю.

## Профілактика
Адекватні санітарні заходи та імунізація проти гепатиту А є найбільш ефективними способами боротьби. Безпечна питна вода і достатня утилізація стічних вод на рівні населених пунктів разом з належним дотриманням особистої гігієни обмежують поширення гепатиту А.
Інфіковані вірусом гепатиту А особи підлягають ізоляції. Ті, хто контактував з хворими на гепатит А, потребують клінічного спостереження і біохімічного обстеження впродовж 35 днів після контакту. В осередках проводиться дезінфекція. За епідемічними показаннями здійснюється пасивна імунізація за допомогою донорського імуноглобуліну. Введення його необхідне впродовж тільки 14 днів після контакту з хворим. Пасивна імунізація вважається недоцільною у випадках, коли з моменту контакту пройшло більше 2 тижнів. При гепатиті А, який вже маніфестував, імуноглобулін не застосовується. Використання пасивної імунізації новонароджених тоді, коли мати перенесла гепатит A під час вагітності, не є необхідним, тому що антитіла проти вірусу гепатиту А без проблем проходять через плаценту.
Вакцина проти гепатиту А є ефективним засобом запобігання хвороби. У регіонах з низькою чи помірно високою захворюваністю на гепатит А активну імунізацію рекомендується проводити особам, які входять до груп  ризику, зокрема дітям. Застосовуються вакцини, які забезпечують імунітет на 10 років і триваліше. Практично у 100% людей розвиваються захисні рівні антитіл до вірусу вже протягом 1 місяця після введення 1 дози вакцини. Для забезпечення сильного напруження імунного захисту вводять 2 дози вакцини. 

## Всесвітній день боротьби з вірусними гепатитами
Всесвітній день боротьби з вірусними гепатитами відзначається щорічно 28 липня і покликаний інформувати населення про вірусні гепатити.